# Ermitage et chapelle Saint-Antoine de Bernister
L'Ermitage et chapelle Saint-Antoine (ou Ermitage de Bernister) est un édifice religieux catholique sis dans les Hautes Fagnes, entre Bernister et Bévercé dans la province de Liège, en Belgique. Fondé en 1446 l’ermitage est toujours occupé.

## Histoire
L’ermitage est construit en 1446 par le prince-abbé de Stavelot, Henri de Merode, pour permettre à des moines de s’y retirer. Un nouveau bâtiment est construit en 1742 au même endroit. 
L’ermitage, rénové en 1925 et 1985, fut occupé sans interruption depuis sa fondation. Un moine bénédictin de l’abbaye Saint-André (de Zevenkerken, près de Bruges) l’occupe depuis 2012, succédant au père Paré, rentré dans son abbaye de Clervaux.

## Description
Situé en extrémité du ‘chemin de l’ermitage’ qui part de la Route Nationale 68, à un kilomètre au nord de Malmedy, l’ermitage est une simple maison dont la partie Sud-ouest est l’habitation de l’ermite et l’autre, au Nord-est est la chapelle. Il est dédié à Saint Antoine, considéré comme le fondateur de l’érémitisme chrétien, dans le désert d'Égypte (IIIe siècle).

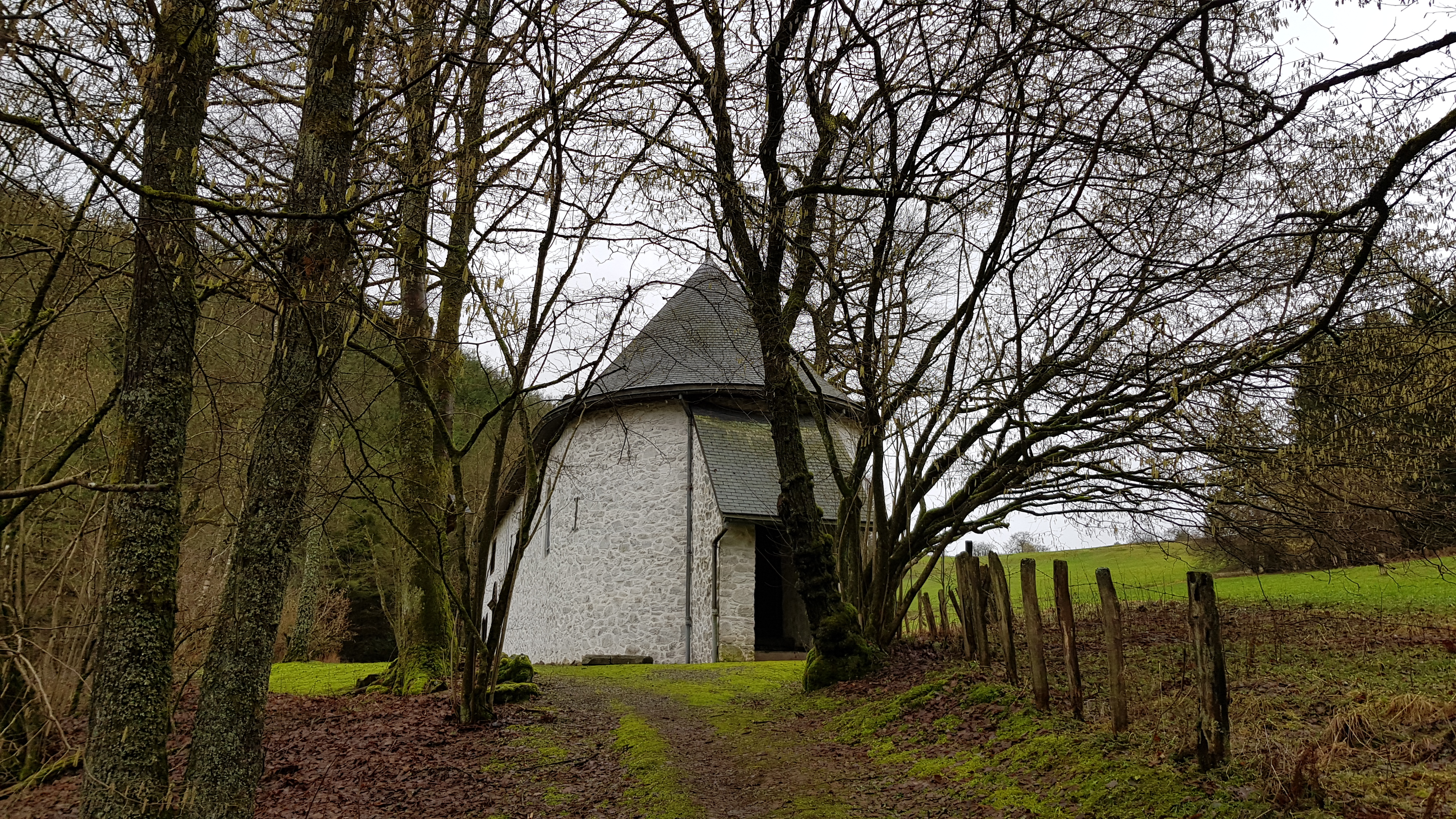
La chapelle Saint-Antoine (façade Nord-Est du bâtiment)